# Pure Cult: for Rockers, Ravers, Lovers, and Sinners
Pure Cult es el primer álbum recopilatorio de la banda británica de hard rock The Cult, lanzado en 1993. Una reedición de este disco salió al mercado en el año 2000 con el título Pure Cult: The Singles 1984–1995. Contiene grandes éxitos de la agrupación como "She Sells Sanctuary", "Love Removal Machine" y "Spiritwalker".

## Lista de canciones
Todas las canciones compuestas por Ian Astbury y Billy Duffy.
1. "She Sells Sanctuary"
2. "Fire Woman"
3. "Lil' Devil"
4. "Spiritwalker"
5. "The Witch"
6. "Revolution"
7. "Wild Hearted Son"
8. "Love Removal Machine"
9. "Rain"
10. "Edie (Ciao Baby)"
11. "Heart of Soul"
12. "Love"
13. "Wild Flower"
14. "Go West (Crazy Spinning Circles)"
15. "Resurrection Joe"
16. "Sun King"
17. "Sweet Soul Sister"
18. "Earth Mofo"